# راسيل دوليتل
راسيل دوليتل (بالإنجليزية: Russell Doolittle)‏ هو أحيائي وأستاذ جامعي وعالم كيمياء حيوية أمريكي، ولد في 10 يناير 1931 في نيو هيفن في الولايات المتحدة.